# Dufourea tingitana
Dufourea tingitana är en biart som beskrevs av Ebmer 1999. Dufourea tingitana ingår i släktet solbin, och familjen vägbin. Inga underarter finns listade i Catalogue of Life.